# C.S.D. Sacachispas
El Club Social y Deportivo Sacachispas es un equipo de fútbol de Chiquimula de Guatemala que actualmente milita en la Primera División de Guatemala, la segunda liga más importante fútbol del país.

## Historia
Fue fundado en el año 1949 en la ciudad de Chiquimula como resultado de 2 reuniones, la primera en la esquina suroeste del parque Ismael Cerna con Miguel Ángel Rodríguez, Josué Goshop, Héctor Antonio Monroy, Jorge González y Manuel Samayoa, el 15 de junio de 1949 y la segunda en la Colegio Amigos (terreno del actual estadio del equipo) ahora con Neftalí Aguilar, Caleb Goshop, Neco Velásquez, Enrique Valdés, Gata Cuéllar, Ronald Williams, Mincho Paz, Lipe Franco, Quincho Díaz, Chentío Castañeda, Edmundo Rivera, Pío Martínez y Armando Portillo, donde el primer entrenador fue el Gobernador de Chiquimula, Guadalupe López Ochoa y el nombre del equipo se originó a causa de un comerciante salvadoreño que se puso a comenta una película argentina que se llamaba "Pelota de Trapo" que la daban en los cines de Guatemala y se trataba de un equipo de niños que jugaban bajo el nombre de Sacachispas, y desde ese entonces el equipo de la ciudad se llama Club Social y Deportivo Sacachispas. Nunca ha sido campeón de Liga y solo ha ganado títulos menores.
El Club Social y Deportivo Sacachispas logró su ascenso a la Liga Nacional de Fútbol de Guatemala el 28 de febrero de 1993, tras vencer al Deportivo Mictlán por marcador de 1-0 en el Estadio Mateo Flores.
A nivel internacional ha participado en 1 torneo continental, en la Copa de Campeones de la Concacaf del año 1996, donde fue eliminado en la Segunda ronda por el CSD Comunicaciones de Guatemala.

### Descenso en la promoción
El equipo de Chiquimula se mantuvo durante 7 temporadas en el máximo circuito del balompié guatemalteco, pero en la temporada 1999-2000 descendió a la Primera División, tras perder un reprechaje de promoción por la permanencia frente al Club Deportivo Marquense en el Estadio Las Victorias en penales.

### Regreso a la mayor
Tras 20 años de permanecer en la Liga de Ascenso, y cuatro ascensos fallidos, asciende a partido único jugado en el Estadio Doroteo Guamuch Flores el 11 de agosto de 2020 al cobrar revancha frente al Deportivo Marquense por 2-0.

## Afición
La primera porra de Sacachispas de Chiquimula se funda por los hermanos Amilcar y Mynor Pérez, por los años de 1993, justo antes de su ascenso a Liga Nacional contra el Deportivo Mictlán, el nombre de la porra (que actualmente sigue existiendo de la mano de Mynor Pérez "Suruy") es Porra La Humilde Mutera, la cual se localiza desde sus inicios en la parte de Preferencia del Estadio Municipal "Las Victorias".
La Barra Oficial del Equipo es: Barra Ultra Mutera o conocida por su abreviatura "BUM".

## Palmarés
- Primera División de Guatemala:
  - Campeón: 2

Temporada 1992/1993
Torneo Clausura 2010
- - Subcampeón: 4

Torneo Clausura 2003
Torneo Apertura 2013
Torneo Clausura 2015
Torneo Apertura 2024
- Copa Amistad: 1

2007

## Participación en competiciones de la Concacaf
- Copa de Campeones de la Concacaf: 1 aparición

1996 - Segunda ronda

## Entrenadores destacados
- Ever Gonzalez
- Sergio Pardo
- Gilberto Yearwood
- Carlos Ruiz "Xuxa"
- Mario Calero
- Ricardo Luis Carreño

## Jugadores

### Jugadores destacados
- Yony Flores
- José Luis Quesada
- Ricardo Trigueño Foster
- Carlos Enrique Herrera
- Mario Acevedo
- Egidio Arévalo Rios